# Organi di rilievo costituzionale
Gli organi di rilievo costituzionale della Repubblica Italiana sono quegli organi previsti dalla Costituzione della Repubblica Italiana, ma da essa non direttamente disciplinati nelle funzioni.

## Caratteristiche
Al contrario degli organi costituzionali, gli organi di rilievo costituzionale non prendono parte alla cosiddetta funzione politica, quindi non partecipano direttamente alle finalità perseguite dallo Stato e indicate nella Costituzione, ma sono d'ausilio alla realizzazione di quei fini. Gli organi di rilievo costituzionale contribuiscono a determinare l'ordinamento democratico e sono anche detti organi ausiliari. A differenza degli organi costituzionali, però, non sono indefettibili, potendo anche essere soppressi con legge di revisione costituzionale.
Pur essendo previsti ed elencati dalla Costituzione, quest'ultima opera un rinvio alla legge ordinaria per ciò che riguarda l'organizzazione, le strutture, e le rispettive funzioni degli organi.

## Organi
Gli organi di rilevanza costituzionale sono:
- il Consiglio Nazionale dell'Economia e del Lavoro;
- il Consiglio di Stato;
- la Corte dei conti;
- il Consiglio Superiore della Magistratura[3];
- il Consiglio Supremo di Difesa.